# Florence and the Machine
Florence and the Machine je glasbena skupina, ustanovljena leta 2007 v Londonu. Njihovo glasbeno ustvarjanje je zmes soula, indie rocka in drugih zvrsti, v besedilih pa se prepletajo elementi metaforike in absurda. Znani so predvsem po ekscentričnih nastopih in močnem vokalu ustanoviteljice in glavne vokalistke Florence Welch.
Skupina je dobila ime po Florence Welch, poleg nje pa jo sestavljajo še klaviaturistka Isabella Summers, kitarist Rob Ackroyd, harfist Tom Monger in priložnostni člani.
Pozornost so pritegnili že z debitantskim albumom Lungs leta 2009, ki je bil pet tednov na drugem mestu britanske lestvice albumov, v začetku naslednjega leta pa se je povzpel na prvo mesto in ostal na lestvici več kot eno leto. Še večji uspeh sta doživela njihov drugi album, Ceremonials (2011), in tretji, How Big, How Blue, How Beautiful (2015). Slednji je osvojil tudi vrh ameriške lestvice Billboard 200.